# Інашаурі
Інашаурі (груз. ინაშაური) — село в Грузії.
За даними перепису населення 2014 року в селі проживає 509 осіб.